# Diefmatten
Diefmatten ist eine französische Gemeinde mit 301 Einwohnern (Stand 1. Januar 2022) im Département Haut-Rhin in der Region Grand Est (bis 2015 Elsass). Sie gehört zum Arrondissement Altkirch, zum Kanton Masevaux-Niederbruck und ist Mitglied des Gemeindeverbandes Sud Alsace Largue.

## Geografie
Die Gemeinde Diefmatten liegt im Tal des Largue-Zuflusses Soultzbach, etwa 20 Kilometer südwestlich von Mülhausen nahe der Burgundischen Pforte. Durch den Norden des Gemeindegebietes führt die A 36 (Mülhausen-Besançon).
Nachbargemeinden von Diefmatten sind Soppe-le-Bas im Norden, Gildwiller im Osten und Südosten, Hecken im Süden, Sternenberg im Südwesten sowie Bretten im Westen (Berührungspunkt).

## Geschichte
Von 1871 bis zum Ende des Ersten Weltkrieges gehörte Diefmatten als Teil des Reichslandes Elsaß-Lothringen zum Deutschen Reich und war dem Kreis Altkirch im Bezirk Oberelsaß zugeordnet.

### Bevölkerungsentwicklung
| Jahr      | 1962 | 1968 | 1975 | 1982 | 1990 | 1999 | 2006 | 2013 | 2021 |
| Einwohner | 128  | 158  | 214  | 232  | 227  | 251  | 260  | 281  | 296  |

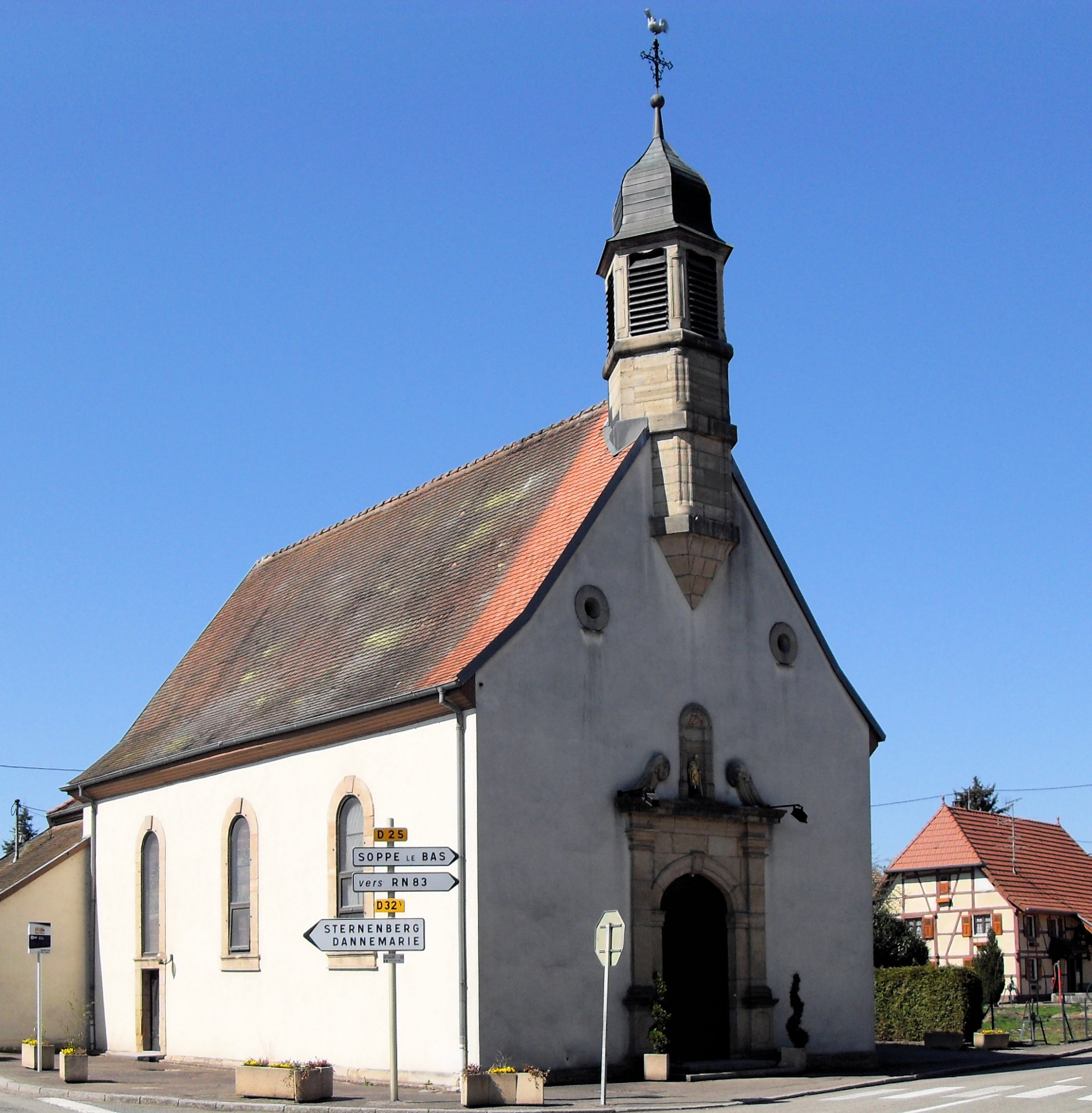
Kirche Saint-Nicolas
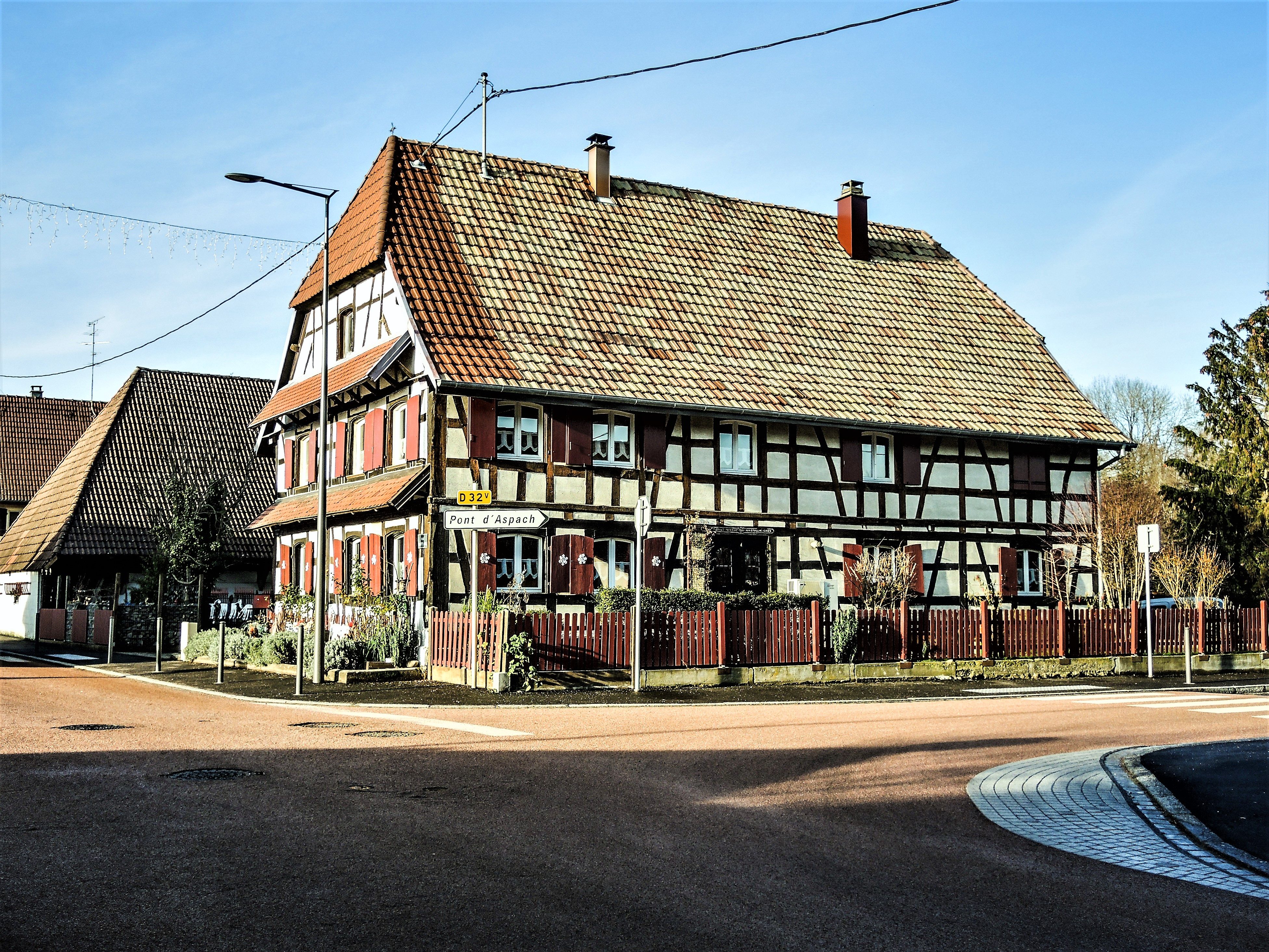
Fachwerkhaus in Diefmatten
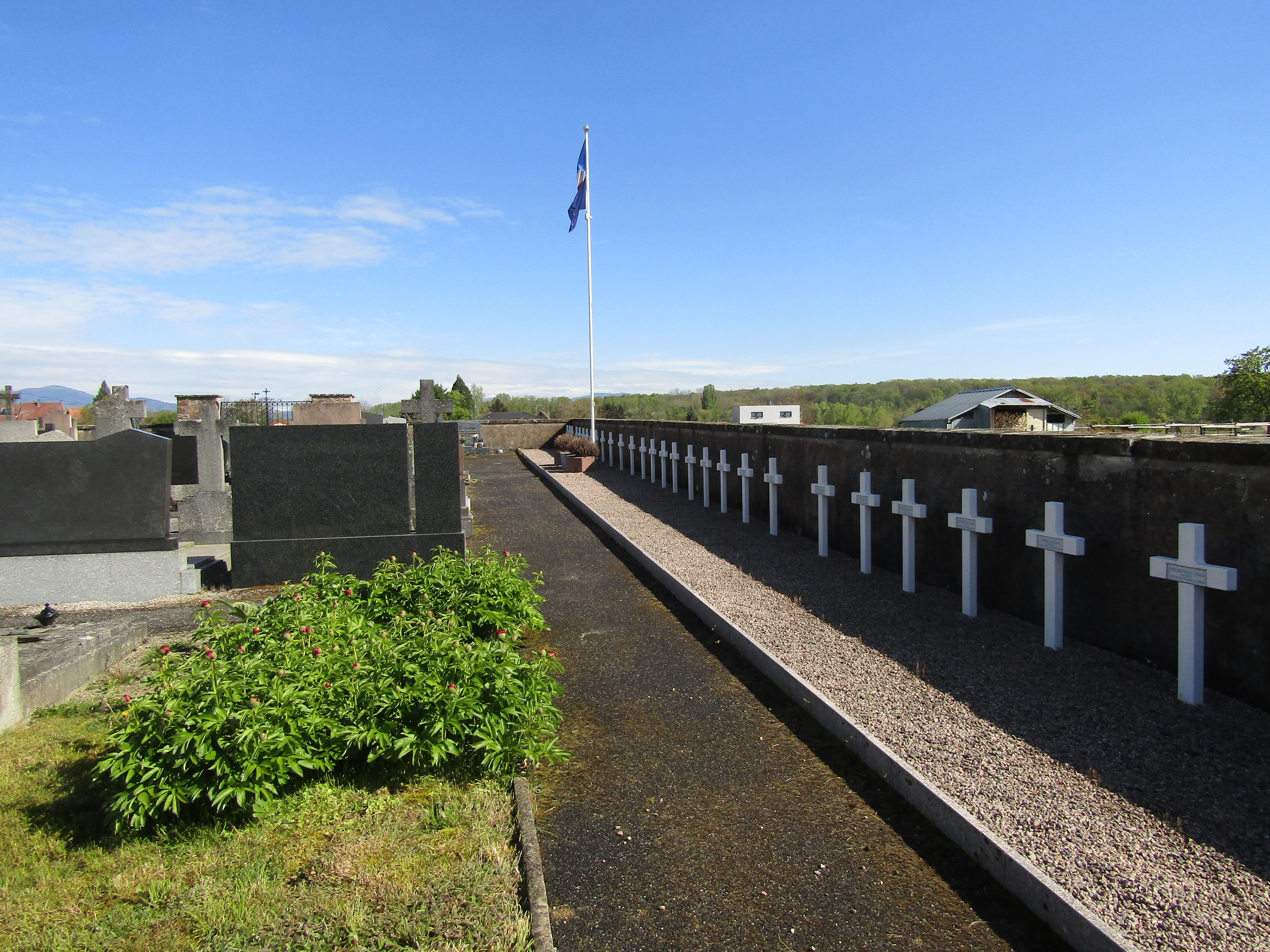
Französischer Soldatenfriedhof